# Friedenskirche (Zaunröden)

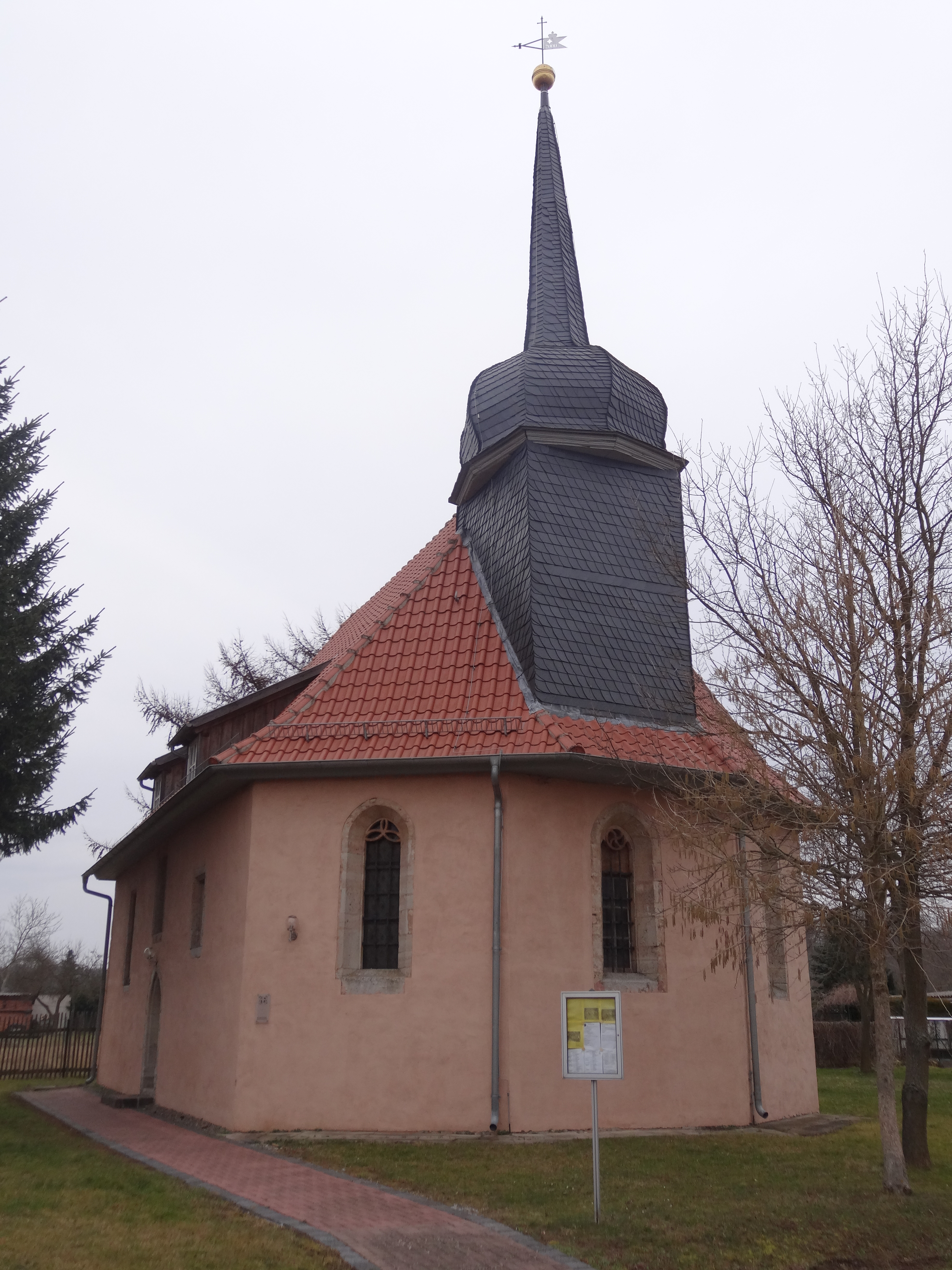
Friedenskirche Zaunröden

Die evangelisch-lutherische denkmalgeschützte Friedenskirche steht in Zaunröden, einem Ortsteil der Gemeinde Unstruttal im Unstrut-Hainich-Kreis in Thüringen. Die Kirchengemeinde Zaunröden gehört zum Pfarrbereich Rüdigershagen im Kirchenkreis Mühlhausen der Evangelischen Kirche in Mitteldeutschland.

## Geschichte
Ob es bereits vor der Reformationszeit eine Kirche im Dorf gegeben hat, ist nicht bekannt. 1578 kam der aus dem benachbarten Hüpstedt vertriebene Pfarrer Johannes Gresser nach Zahnröden, vermutlich aber nicht mehr als Pfarrer. 1591 wurde Johannes Schaub in Zaunröden erwähnt, später war er auch Pfarrer in Rüdigershagen. Um das Jahr 1614 ließ Christoph von Hagen eine Kirche bauen und erließ eine Kirchenordnung. In der Kirche sollten auch die Angehörigen der Adelsfamilien aus Hüpstedt und Deuna beigesetzt werden. Die kleine Kirche in Zaunröden wurde zur Mutterkirche des Pfarrsprengels. Nach 1816 wurde Zaunröden Filialkirche der Pfarrkirche in Rüdigershagen. Nach einer Renovierung im Jahr 1983 wurde die ursprünglich auf den Namen St. Jakobus geweihte Kirche der Titel Friedenskirche verliehen.

## Beschreibung
Die kleine Saalkirche mit dreiseitigem Abschluss und schiefergedecktem Dachturm im Osten wurde im 16. Jahrhundert gebaut und 1792 verändert. 1899 wurde der Innenraum renoviert. Hierbei wurde auch ein zweigeschossiges Altarretabel aus Einzelteilen vom Ende des 16. Jahrhunderts zusammengefügt. Es ist aus Säulen und Pilastern mit reichem Schnitzwerk und Intarsien verziert. Die Brüstung der Kanzel ist ebenfalls mit Intarsien gefüllt. In der Kirche befindet sich ein Epitaph für Christoph von Hagen und seiner Gattin vom Anfang des 17. Jahrhunderts. Mittig werden die knienden Stifter dargestellt, darüber ist ein Relief mit der Darstellung der Kreuzigung, der Auferstehung und der Himmelfahrt, flankiert von Wappen. Die Orgel mit elf Registern, verteilt auf ein Manual und das Pedal, wurde 1833 von Christian Gottfried Dittus gebaut. Die Glocke hängt in einem separaten Glockenturm neben der Kirche.